# Hermann Meyer (Grenzopfer)
Hermann Meyer (* 14. Oktober 1909; † 24. März 1950 bei Drewitz (Potsdam)) gehört zu den Todesopfern des DDR-Grenzregimes vor dem Bau der Berliner Mauer. Er wurde beim Versuch, sich einer Grenzkontrolle zu entziehen, von Grenzpolizisten erschossen.

## Todesumstände
Der 40-jährige Hermann Meyer wohnte zum Tatzeitpunkt in Groß-Briesen, südlich von Brandenburg an der Havel. Am 24. März 1950 gegen Mittag stieß eine Streife des Bahnhofskommandos Drewitz nahe Potsdam auf Hermann Meyer und einen Begleiter, wahrscheinlich ein Verwandter. Die beiden Männer transportierten in einem Fahrradanhänger ein geschlachtetes Kalb. Da sie sich in Grenznähe aufhielten, vermuteten die Grenzpolizisten offenbar, dass sie das Fleisch nach West-Berlin transportieren wollten. Sie hatten versucht, auf einem „unbewachten Weg“ an den Kontrollen an der Grenze vorbeizukommen. Meyer und sein Begleiter ließen den Fahrradanhänger zurück und flüchteten, wobei sie sich trennten. Meyers Begleiter blieb schließlich stehen, nachdem sein Verfolger vier Warnschüsse abgegeben hatte, und wurde verhaftet. Meyer ignorierte die Warnschüsse und rannte weiter. Der ihn verfolgende Wachtmeister gab drei Warnschüsse ab und schoss, als Meyer nicht stehen blieb, gezielt auf Hermann Meyer und tötete ihn.